# Linspire
Linspire este un sistem de operare Linux Desktop, bazat pe Debian. Marca inregistrată este deținută de Linspire Inc, din San Diego.
Linspire este comercializat in întreaga lume, în Romania singurul revânzator autorizat fiind  QCS International Arhivat în 17 iulie 2006, la Wayback Machine.

## Critică
Distribuția a primit destul de multe critici din partea comunității opensource. Una dintre acestea este că include software proprietar, fondatorul GNU, Richard Stallman, spunând "Nicio altă distribuție GNU/Linux nu s-a dus atât de departe de libertate. Trecerea de la Microsoft Windows la Linspire nu îi va aduce utilizatorului mai multă libertate, ci doar un alt stăpân."

## Vezi și
- Freespire